# Feodora de Danemark
La princesse Feodora de Danemark (Feodora Louise Caroline-Mathilde Viktoria Alexandra Frederikke Johanne) (3 juillet 1910 – 17 mars 1975) est une princesse danoise, fille d'Harald de Danemark et petite-fille de Frédéric VIII de Danemark.
En tant qu'épouse du prince Christian de Schaumbourg-Lippe (1898–1974), elle devient une princesse de Schaumbourg-Lippe.

## Famille

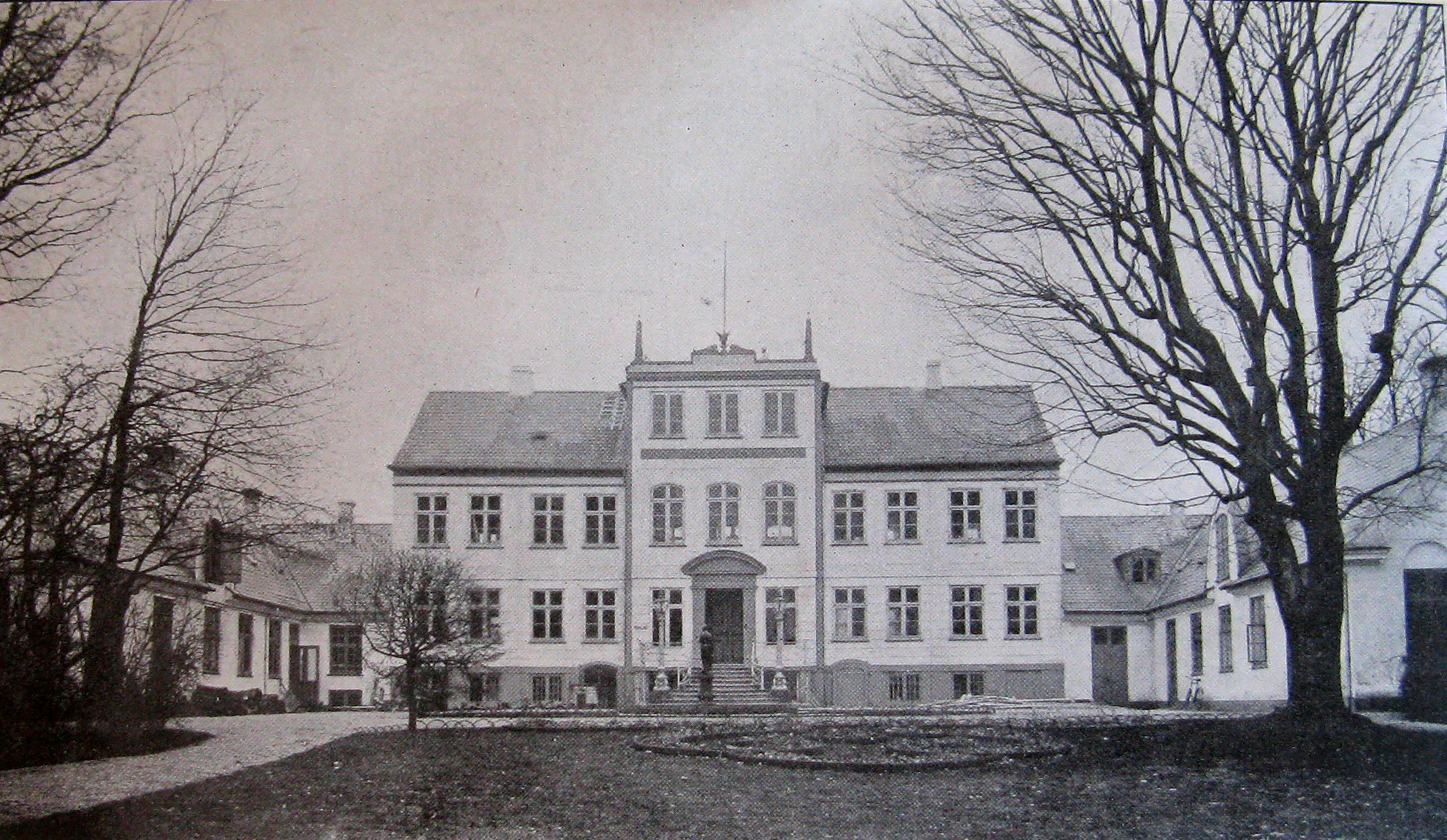
Le château de Jægersborghus en 1909.

Petite-fille du roi Frédéric VIII de Danemark, la princesse Feodora est née le 3 juillet 1910 au château de Jægersborghus à Gentofte au nord de Copenhague au Danemark. Elle est le premier enfant et la fille du prince Harald de Danemark, lui-même fils du roi Frédéric VIII et de la princesse Louise de Suède. Sa mère est la princesse Hélène de Schleswig-Holstein-Sonderbourg-Glücksbourg, fille du duc Frédéric-Ferdinand de Schleswig-Holstein-Sonderbourg-Glücksbourg et de la princesse Caroline-Mathilde de Schleswig-Holstein-Sonderbourg-Augustenbourg. La princesse Feodora, de son nom de baptême Feodora Louise Caroline-Mathilde Viktoria Alexandra Frederikke Johanne, en tant que petite-fille d'un monarque danois dans la lignée masculine portait dès sa naissance le titre de princesse de Danemark avec la qualification d'altesse.

## Mariage et descendance
Feodora épouse son cousin germain, le prince Christian de Schaumbourg-Lippe, le 9 septembre 1937 au Palais de Fredensborg, au Danemark. le prince Christian est un fils de Frédéric de Schaumbourg-Lippe et de la princesse Louise de Danemark, qui est la sœur du père de Feodora. Le prince Christian est à la tête d'une branche cadette de la Maison de Schaumbourg-Lippe, qui réside à Náchod en Bohême.
Feodora et Christian ont quatre enfants :
- Guillaume de Schaumbourg-Lippe (né en 1939) (né le 19 août 1939).
- Waldemar de Schaumbourg-Lippe (né le 19 décembre 1940, mort le 11 août 2020).
- Marie de Schaumbourg-Lippe (née le 27 décembre 1945).
- Harald de Schaumbourg-Lippe (né le 27 mars 1948).

Le prince Christian est décédé en 1974. La princesse Feodora est décédée le 17 mars de l'année suivante à Bückeburg, Basse-Saxe, Allemagne.